# 현미 (가수)
현미(玄美, 본명: 김명선, 金明善, 1938년 1월 28일~2023년 4월 4일)는 대한민국의 가수이자 배우이다. 1957년 미8군 무용수로 처음 활동하였고 1962년 정식 가수 활동을 시작하였다. 1966년 영화 《워커힐에서 만납시다》의 단역으로 출연하면서 배우로도 활동하였다.

## 생애
현미는 1938년 1월 28일에 일제강점기 평안남도 강동군(현재의 평양시 강동군)에서 8남매 중 셋째로 출생하였다. 원래는 출생지였던 강동과 평양에서 살았으나 한국전쟁이 한창 전개되던 1951년에 1·4 후퇴를 계기로 월남하게 되었다.
월남 후, 1957년 미8군 칼춤 무용수였던 현미는 공연에 불참한 여가수의 대타로 무대에 오르면서 가수의 길을 걷게 됐다. 1958년 미8군 SHOW 무대에 출연하면서 명성을 얻으며 1962년에 이봉조가 지난 1941년에 미국 재즈 음악가 벤 버니가 연주하고 냇 킹 콜이 노래한 〈It's A Lonesome Old Town〉을 개사, 편곡한 〈밤안개〉라는 곡으로 가요에 정식 데뷔하였다. 이 곡을 통해 대중들에게 이름을 알리게 되었다.
1963년에는 〈보고싶은 얼굴〉이라는 곡을 불러 이산가족 상봉이 한창이던 당시 그들의 아픔을 노래로 달래주기도 했다. 1960년대에는 패티 김, 이미자 등과 함께 대한민국의 대표 여성 가수로서 인지도를 넓혀갔다.
현미를 눈여겨봤던 작곡가 이봉조는 현미에게 〈아, 목동아〉라는 팝송 번안곡을 줬고 그때부터 팝과 트로트 등 다양한 장르의 음악을 불렀다. 이봉조의 노래만 불렀던 현미는 〈보고 싶은 얼굴〉, 〈떠날 때는 말 없이〉, 〈몽땅 내 사랑〉, 〈무작정 좋았어요〉 등 히트곡을 발표하면서 한국 가요의 새로운 지평을 열었다.
1998년에는 48년 만에 이북에 있는 가족과 상봉하였다.
2007년 53번째 앨범 마이 웨이(MY WAY)를 발표하였다. 가수 활동 외에 방송인으로서 방송 프로그램에도 자주 출연하였으며, 노래 강사로도 활동하였다.
2023년 4월 4일 85세의 나이로 사망하였다. 4월 11일 화장을 비롯한 모든 장례 절차를 마치고, 현미의 유해는 유족들의 뜻에 따라 미국에서 안치될 예정이다.

## 학력
- 덕성여자대학교 가정학과 명예 졸업

## 경력
- 2023년 〈한국전통문화예술협회 고문〉
- 2012년 〈대한적십자사 서울지사 홍보대사〉
- 2010년 〈현미먹기운동 홍보대사〉

## 데뷔
- 1962년 노래 "밤안개"

## 대표곡
- 1962년 〈밤안개〉
- 1963년 〈보고 싶은 얼굴〉
- 1964년 〈떠날 때는 말 없이〉
- 1966년 〈무작정 좋았어요〉
- 1967년 〈몽땅 내 사랑〉

## 방송 활동
- 2018년 《2018 TV는 사랑을 싣고》
- 2013년 《슈퍼스타K 5》
- 2010년 《슈퍼스타K 2》
- 2009년 《놀라운 대회 스타킹》
- 2001년/2003년/2007년 《TV는 사랑을 싣고》
- 2001년 8월 16일 《행복채널》

## 기타
- 가수이자 대학 교수인 옥주현은 슈퍼스타 K의 심사위원으로 활동하면서 동료 심사위원으로 출연한 현미를 무례한 태도로 대하는 것 같은 모습으로 네티즌들의 비난을 받았다. 심사위원이였던 현미와 이승철은 출연자들에 대하여 관대한 평을 내린데 반하여 옥주현은 엄격한 기준을 들어 불합격시켰으며 간간히 동료 심사위원의 말을 끊는 듯한 행동을 보였다. 그러나 현미는 네티즌들의 비난 여론 속에서 "자신의 의견을 확실하게 내세울 수 있다는 점도 분명 좋은 것이다"라며 후배 옥주현을 격려했고,[2] 슈퍼스타 K 제작진도 옥주현의 심사가 결과적으로 심사 과정에 도움이 되었다고 밝혔다.[3]
- 현미는 이봉조의 아이를 임신 한 뒤 혼인신고를 하러 갔으나 이봉조는 이미 유부남이었다. 이후 이봉조는 이혼서류를 내밀며 현미와의 동거를 원했으나 그 이혼서류는 가짜였고 현미는 이로 인해 다시 상처를 받게 된다. 이봉조와는 20년간 같이 살았으며 현미와 이봉조 사이에는 아들이 2명 있다.

## 가족
유부남인 작곡가 이봉조와의 사이에 사생아를 두었는데, 이영곤과 이영준이다.
- 장남: 이영곤(고니, 가수)
- 차남: 이영준
  - 둘째며느리: 원준희(가수)
- 조카딸: 노사봉
- 조카딸: 노사연(가수)
  - 조카사위: 이무송(가수)
- 조카: 한상진(배우. 엄마가 일곱째이다.)
  - 조카며느리: 박정은
- 조카딸: 아일리(가수)

## 같이 보기
- 신중현
- 패티 김
- 이미자
- 남석훈
- 노사연
- 한상진
- 이봉조